# (472651) 2015 DB216
(472651) 2015 DB216 là một centaur đồng quỹ đạo  của Sao Thiên Vương được Khảo sát Núi Lemmon phát hiện vào ngày 27 tháng 2 năm 2015. Đây là hành tinh nhỏ thứ hai được biết đến trên quỹ đạo hình móng ngựa với Sao Thiên Vương và là đồng quỹ đạo Sao Thiên Vương thứ ba được phát hiện sau 2011 QF99 (một troia) và 83982 Crantor (một centaur bập bênh có quỹ đạo hình móng ngựa). Thiên thể troia thứ hai của Sao Thiên Vương là 2014 YX49 được công bố năm 2017.

## Miêu tả
Một tính toán quỹ đạo ban đầu của tiểu hành tinh này với cung quan sát 10 ngày cho thấy MOID cực kỳ gần với Sao Hải Vương, nhưng các quan sát tiếp theo vào ngày 27 tháng 3 đã tinh chỉnh quỹ đạo cho thấy tiểu hành tinh này đi ngang qua khoảng cách không ít hơn một vài đơn vị thiên văn tính từ Sao Hải Vương, và thay vì thế chỉ ra rằng quỹ đạo  là của một centaur điển hình, với điểm cận nhật gần với điểm cận nhật của Sao Thổ và di chuyển gần với Sao Thiên Vương và Sao Hải Vương. Sau đó, các quan sát cho thấy một quỹ đạo xa đi rất xa Mặt Trời, nhưng bây giờ điều này cũng đã được chứng minh là không chính xác với các quan sát sau này. Tuy nhiên, nó có bán trục chính gần với bán trục chính của Sao Thiên Vương, làm cho nó trở thành đồng quỹ đạo của Sao Thiên Vương. Tuy nhiên, nó không phải là một troia, vì nó nằm gần phía đối diện với Sao Thiên Vương qua Mặt Trời.
Một bài báo ngày 27 tháng 7 năm 2015 đã phân tích sự quay trên quỹ đạo của 2015 DB216 và gợi ý rằng nó có thể ổn định hơn những thiên thể đồng quỹ đạo khác đã được biết đến của Sao Thiên Vương, do độ nghiêng cao của nó, và rằng nhiều thiên thể đồng quỹ đạo của Sao Thiên Vương chưa được khám phá có thể tồn tại.
Những hình ảnh trước khám phá  từ năm 2003 được định vị ngay sau  phát hiện 2015 DB216, tạo cho nó một cung quan sát 11 năm.